# Стела «Город воинской славы» (Выборг)
Памятник-стела «Город воинской славы» — памятник, установленный в ознаменование присвоения городу Выборгу почётного звания Российской Федерации «Город воинской славы». Открыт 9 мая 2011 года на площади Выборгских Полков.

## История
Возможность установки в центре Выборга памятника, посвящённого Победе, стала обсуждаться сразу по окончании Великой Отечественной войны. В ходе послевоенного восстановления города подвиг советских воинов-победителей был увековечен оформлением вновь выстроенного выборгского вокзала в стиле триумф и сооружением памятника воину-освободителю при въезде в город, однако идея полноценного мемориала в центре города длительное время не была реализована. Ситуация изменилась после выхода указа Президента Российской Федерации от 25 марта 2010 года № 341 «О присвоении городу Выборгу почётного звания Российской Федерации „Город воинской славы“», поскольку положением о почётном звании, утверждённым указом Президента Российской Федерации от 1 декабря 2006 года № 1340, предусматривается обязательное возведение в городе воинской славы памятной стелы. 4 мая 2010 года в Екатерининском зале Московского Кремля состоялась церемония вручения грамот о присвоении высокого звания городам, в числе которых был Выборг. Грамоту из рук президента приняли глава администрации Выборгского района Константин Патраев, ветеран Великой Отечественной войны Владимир Соловьёв и ученик школы № 6 Игорь Рыжов. После этого городские власти приступили к выбору наиболее подходящего места для мемориального сооружения. 
В итоге обсуждения возможных вариантов размещения стелы местом установки памятника была выбрана площадь Выборгских Полков, на которой неоднократно проводились парады войск. В частности, большую известность получил военный парад 11 мая 1940 года, на котором по окончании Советско-финляндской войны (1939—1940) глава государства, Председатель Президиума Верховного Совета СССР М. И. Калинин вручил красноармейцам и командирам ордена и медали. В связи с этим на площади размещался небольшой мемориал, представлявший собой установленный в 1957 году памятник М. И. Калинину, перед которым с 1999 года находилась гранитная плита с названием площади и перечнем воинских подразделений, которым в ходе Северной войны и Великой Отечественной войны присвоено почётное наименование «выборгские».
Осенью 2010 года был объявлен сбор средств в фонд строительства стелы, вскоре начались строительные работы, и 12 декабря состоялась торжественная церемония закладки памятной капсулы с обращением к потомкам в фундамент нового памятника. А открытие стелы «Город воинской славы» в рамках праздничных мероприятий состоялось 9 мая 2011 года в присутствии губернатора Ленинградской области Валерия Сердюкова, представителей городской администрации, духовенства, общественности и ветеранов.
В связи с установкой колонны была проведена масштабная реконструкция площади, включавшая перепланировку, мощение, а также демонтаж памятника М. И. Калинину (для сохранения памяти Калинину посвящён текст на одном из барельефов, повествующий об историческом военном параде 11 мая 1940 года) и перенос гранитной плиты с перечнем Выборгских полков ближе к Выборгской улице (проект архитектора А. М. Швера).
С этого времени мемориал на площади Выборгских Полков посвящён не трём войнам (Северной, Советско-финляндской и Великой Отечественной), а всей военной истории Выборга. Памятная стела представляет собой колонну дорического ордера из выборгского красного гранита, увенчанную бронзовым двуглавым орлом и установленную на постаменте в центре квадратного возвышения. На передней части постамента расположен картуш с текстом указа Президента России о присвоении Выборгу звания «Город воинской славы», с обратной стороны постамента — картуш с изображением герба Выборга.
По углам квадратного возвышения установлены четыре пилона с бронзовыми скульптурными барельефами, изображающими основные события, в связи с которыми городу присвоено почётное звание, в числе которых: Осада Выборга (1710), Выборгское морское сражение (1790), Русско-шведская война (1808—1809), Советско-финляндская война (1939—1940), Выборгская операция (1944). На каждом пилоне укреплено по четыре барельефа. При этом в связи с ограниченностью места только самые значимые события из истории Выборгской крепости нашли отражение на барельефах: например, не была увековечена удачная Выборгская оборонительная операция (против англо-французского флота), проведённая в 1855 году под руководством генерала А. П. Теслева в ходе Крымской войны. На барельефах органично сочетаются три вида изображений: иллюстративные, картографические и текстовые. Все карты воспроизведены с максимальной исторической достоверностью, за основу взяты реальные схемы боевых действий. Карты дополняют изображения руководителей военных операций: Петра I, В. Я. Чичагова, К. А. Мерецкова, Д. Н. Гусева, Ю. Ф. Ралля. На внутренних сторонах пилонов, обращённых к колонне, расположены барельефы с текстами, символизируя встречу современности с историей. На одном из барельефов, посвящённом пограничникам, нашла отражение важная роль пограничной службы, управление которой расположено в соседнем здании.
Архитектурное решение комплекса стелы разработано авторским коллективом под руководством архитектора И. Н. Воскресенского и скульптора С. А. Щербакова. Скульптурная часть выполнена профессором Е. Б. Волковой.
Высота стелы — 11 м, диаметр — 0,85 м. Каждая сторона квадратного возвышения равна 17 м. Высота каждого пилона — 2 м, ширина — 1,2 м. Площадка под стелу выполнена в форме восьмиконечной звезды, связанной с символикой орденов Андрея Первозванного и Александра Невского. Кроме того, в православной традиции восьмиконечная звезда является звездой Богородицы, покровительницы России. Такое архитектурное решение было одобрено выборгским благочинным, протоиереем Львом Церпицким.
В 2011 году поступила в обращение почтовая марка, а в 2014 году — 10-рублёвая памятная монета России из серии «Города воинской славы», посвящённые присвоению Выборгу почётного звания Российской Федерации.
История памятника отражена в экспозиции выставочного зала Выборгского дома молодёжи «Выборг — город воинской славы». В нём хранятся грамота о присвоении почётного звания «Город воинской славы», переданная президентом России выборгской делегации 4 мая 2010 года на торжественной церемонии в Кремле, и Меч Победы, вручённый Выборгу, как и другим городам воинской славы, 9 июня 2022 года в зале Славы Музея Победы в парке Победы на Поклонной горе в Москве. Изготовленный в Златоусте меч покрыт золотом высшей 999,9 пробы и инкрустирован уральскими самоцветами — гранатами, символизирующими пролитую кровь, и голубыми топазами, которые считаются символом мира. Длина мечей составляет 1,2 метра, вес — более пяти килограммов. На клинке, украшенном растительным орнаментом, высечены знаменитые слова князя Александра Невского: «Кто с мечом к нам придет, тот от меча и погибнет». Ранее, в апреле 2015 года, аналогичные Мечи Победы были переданы на вечное хранение городам-героям.
- Вручение грамоты о присвоении Выборгу почётного звания
- Изображение герба города воинской славы на монете
- Памятная марка, посвящённая городу воинской славы
- Вид на стелу с южной стороны
- Барельеф, посвящённый основанию Выборгского замка и истории герба города
- Барельеф, посвящённый осаде города петровскими войсками в 1706 году
- Барельеф, посвящённый осаде города петровскими войсками в 1710 году
- Барельеф, посвящённый Ништадтскому миру 1721 года
- Барельеф, посвящённый Выборгскому замку
- Барельеф, посвящённый Выборгскому морскому сражению 1790 года
- Барельеф, посвящённый Выборгскому морскому сражению 1790 года
- Барельеф, посвящённый прорыву линии Маннергейма в 1939-1940 годах
- Барельеф, посвящённый Выборгской наступательной операции 1944 года
- Барельеф, посвящённый Выборгской наступательной операции 1944 года
- Барельеф, посвящённый Бьёркской десантной операции и десанту на острова Выборгского залива в 1944 году
- Барельеф, посвящённый морским десантным операциям в 1944 году
- Барельеф, посвящённый пограничникам